# 彩蝠
彩蝠（学名：Kerivoula picta）为蝙蝠科彩蝠属的动物。分布在汶莱，印度尼西亚，马来西亚，尼泊尔，斯里兰卡，越南和中国大陆广西、海南、贵州、广东、福建等地，一般栖息于森林以及树叶下。该物种的模式产地在印度半岛。

## 亚种
- 彩蝠广东亚种（学名：Kerivoula picta belissima），Thomas于1906年命名。在中国大陆，分布于海南、广东等地。该物种的模式产地在广东。[3]